# Евгени Генчев
Евгени Димитров Генчев е български офицер, полковник.

## Биография
Роден е на 14 април 1966 г. в град Стара Загора. През 1984 г. завършва ЕСПУ „Иван Вазов“ в родния си град. От 1984 до 1989 г. учи във Висшето народно военно-артилерийско училище „Георги Димитров“ в Шумен. След това става оперативен дежурен в команден пункт, той е началник на СДИО в поделение 44380 в Маломир. В периода 1991 – 1995 г. е началник на команден пункт в същото поделение. Между 1998 и 2006 г. е началник на щаба на поделение 44380 в Ямбол. Между 2003 и 2005 г. учи организация и управление на ОТФ от ВВС във Военната академия в София. От 2006 до 2007 г. е началник на щаба на поделение 44380 в Братово. Между 2007 и 2008 г. е командир на поделение 36910 в Балчик. След това до 2012 г. е началник на щаба на поделение 24980 в Божурище. През 2012 е назначен за командир на поделение 54270 в Пловдив. Остава на този пост до 2013 г., когато е назначен за командир на поделението в Божурище. От 2014 до 2017 г. е началник на щаба на поделение 44510 в София. В периода 2017 – 2020 г. е заместник-началник на щаба на Военновъздушните сили на България.. От 2020 г. до октомври 2021 г. е началник на щаба на Военновъздушните сили. След това е аташе по отбраната в Китай.

## Образование
- ЕСПУ „Иван Вазов“ – до 1984
- Висшето народно военно-артилерийско училище „Георги Димитров“ – 1984 – 1989
- Военна академия „Георги Раковски“ – 2003 – 2005, Организация и управление на ОТФ от ВВС
- Военна академия „Георги Раковски“ – 2013 – 2014, Стратегическо ръководство на отбраната и ВС

## Военни звания
- Лейтенант – 1989
- Старши лейтенант – 1992
- Капитан – 1996
- Майор – 1999
- Подполковник – 2007
- Полковник – 2014